# Aulacaspis neospinosa
Aulacaspis neospinosa är en insektsart som beskrevs av Tang 1986. Aulacaspis neospinosa ingår i släktet Aulacaspis och familjen pansarsköldlöss. Inga underarter finns listade i Catalogue of Life.